# Église Saint-Michel de Saint-Michel-de-Llotes
L'église Saint-Michel de Saint-Michel-de-Llotes est une église romane située à Saint-Michel-de-Llotes, dans le département français des Pyrénées-Orientales en région Occitanie.

## Historique
L'église paroissiale Saint-Michel est construite au XIe siècle : elle se composait alors d'une nef unique (voûtée au XIIe siècle) et d'une abside semi-circulaire que l'on aperçoit encore, englobée dans des maçonneries postérieures. Vers le XIVe siècle, une seconde nef est accolée au sud de la nef romane. 
Un agrandissement de la même sorte est réalisé au nord du vaisseau primitif à l'époque moderne. 
L'église fait l'objet d'une inscription au titre des monuments historiques depuis le 30 juillet 1973.

## Architecture

### Structure
L'église Saint-Michel est un édifice de taille moyenne, à trois nefs et à chevet semi-circulaire.

### Maçonneries
L'église est édifiée en moellons et pierre de taille et est recouverte de tuiles.

### Architecture extérieure

#### Le chevet roman lombard
L'église Saint-Michel possède un chevet qui, bien que modifié, conserve toutes les caractéristiques de style roman lombard.
Ce chevet semi-circulaire est constitué d'une abside unique, située très haut par rapport à la rue.
Cette abside, édifiée en moellons et percée de quelques trous de boulin (trous destinés à ancrer les échafaudages), présente une décoration de bandes lombardes composées d'arcades et de deux lésènes placées aux extrémités.
L'abside est percée de fenêtres à simple ébrasement, surmontées d'un arc en plein cintre composé de moellons posés sur champ. Cet arc est mis en valeur par un cordon de pierres plus foncées qui en borde l'extrados.

#### Le clocher
La silhouette de l'église est dominée par un haut clocher carré en pierre de taille, percé d'une baie campanaire sur chaque face.

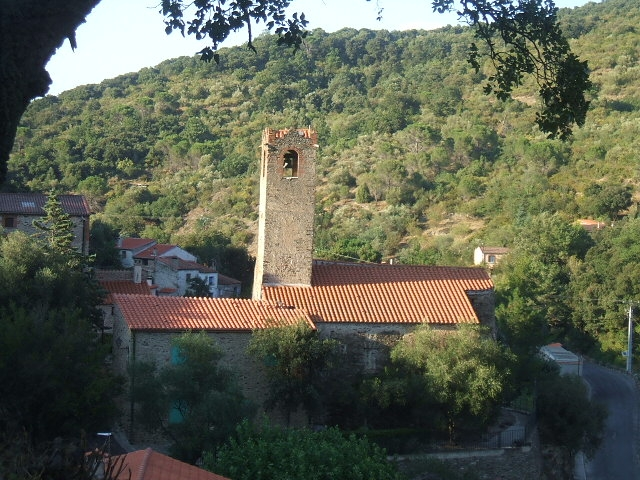
Le clocher et les toitures de l'église.

### Architecture intérieure
À l'intérieur, l'édifice présente trois nefs : une nef romane du XIe siècle voûtée au XIIe siècle, un collatéral ajouté vers le XIVe siècle et un collatéral ajouté à une époque plus récente.

## Sculpture
L'église abrite la "cadireta" de la Vierge, statue en bois sculpté, polychrome et dorée, réalisée à la fin du XVIIe ou au début du XVIIIe siècle.